# Twoje Linie Kolejowe
Twoje Linie Kolejowe (skrótowiec TLK) – nazwa handlowa (marka) dziennych i nocnych pociągów pospiesznych uruchamianych przez spółkę PKP Intercity.
Marka TLK funkcjonuje od 4 kwietnia 2005 roku.
Pociągi TLK są objęte umową o świadczenie usług publicznych między ministrem odpowiedzialnym za transport (organizatorem publicznego transportu zbiorowego m.in. w przewozach międzywojewódzkich) a spółką PKP Intercity. Celem finansowania międzywojewódzkich połączeń pospiesznych przez państwo jest umożliwienie dostępu do transportu kolejowego na duże odległości dla szerokich kręgów społeczeństwa.
Z dniem 14 grudnia 2014 roku spółka PKP Intercity wyodrębniła pociągi TLK zestawione z nowego i zmodernizowanego taboru jako reaktywowaną markę IC (Intercity), w pociągach której obowiązuje identyczna taryfa jak dla połączeń TLK. Pod względem finansowania większość pociągów IC, podobnie jak TLK, jest pociągami dotowanymi przez państwo. 

Według zapewnień przedstawicieli PKP Intercity z sierpnia 2015 r. kategoria handlowa TLK zostanie docelowo w całości zastąpiona pociągami IC.

Pociągi TLK
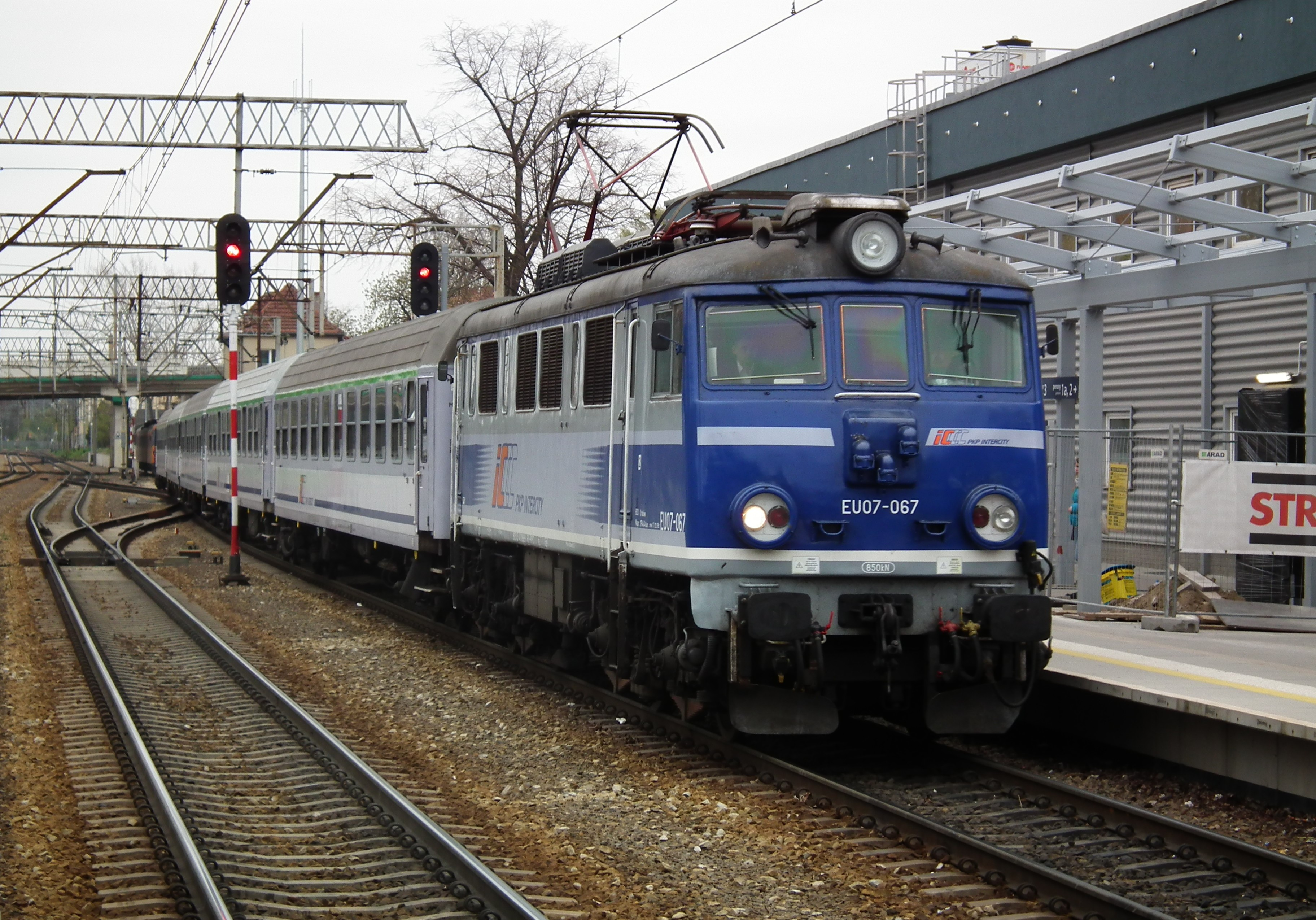
TLK „Bachus” (2019)
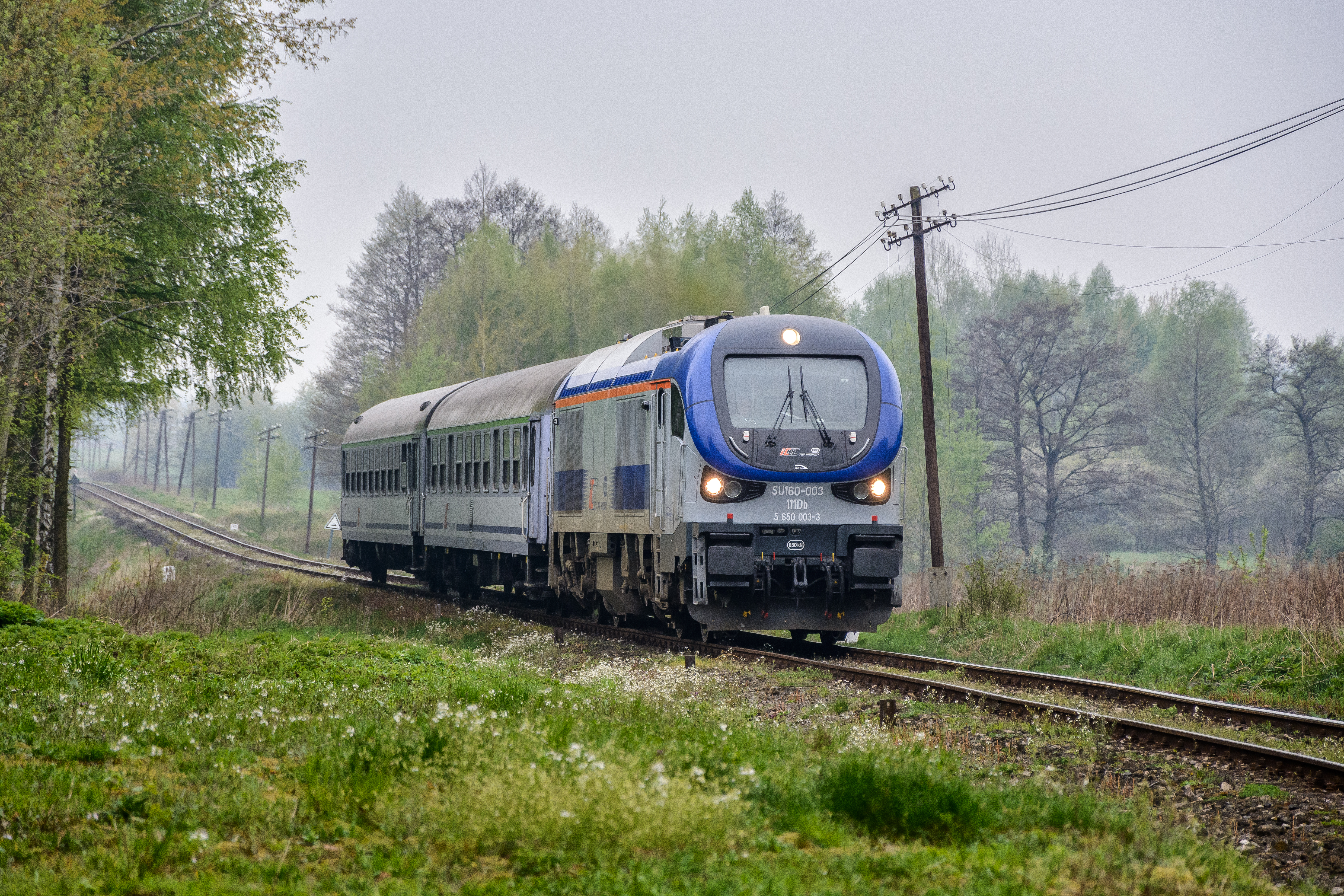
TLK „Karpaty” (2017)
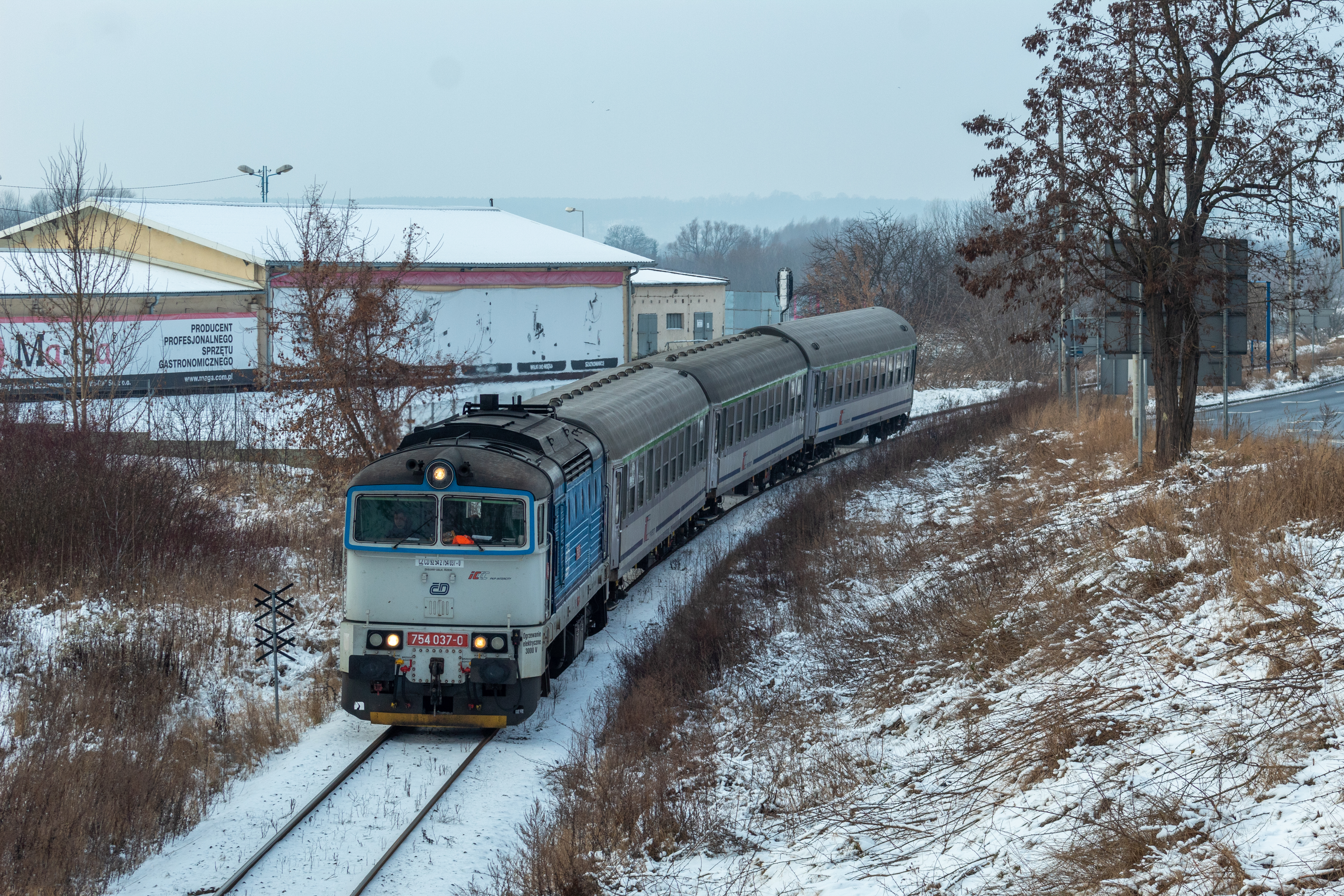
TLK „Flisak” (2021)
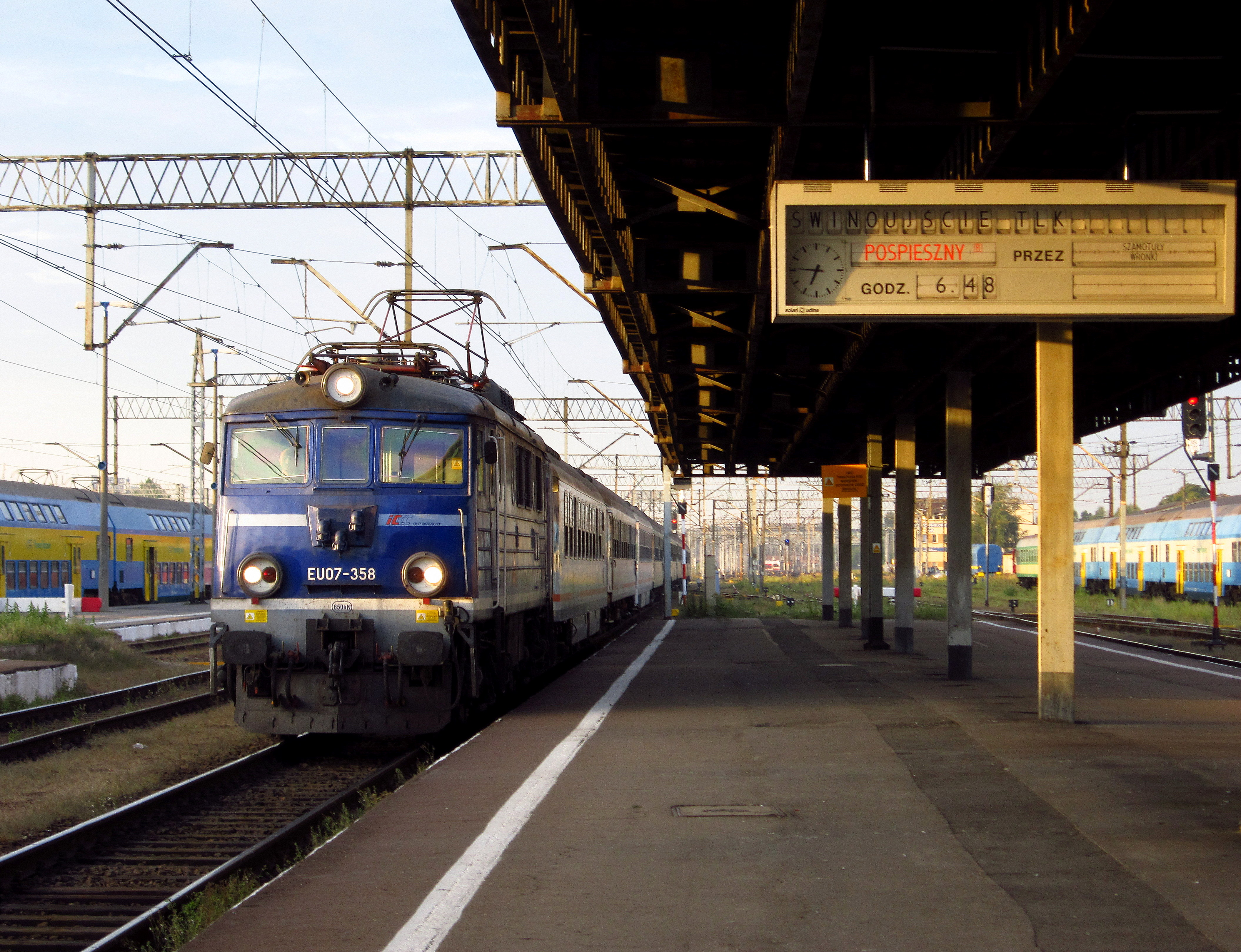
TLK „Przemyślanin” (2012)
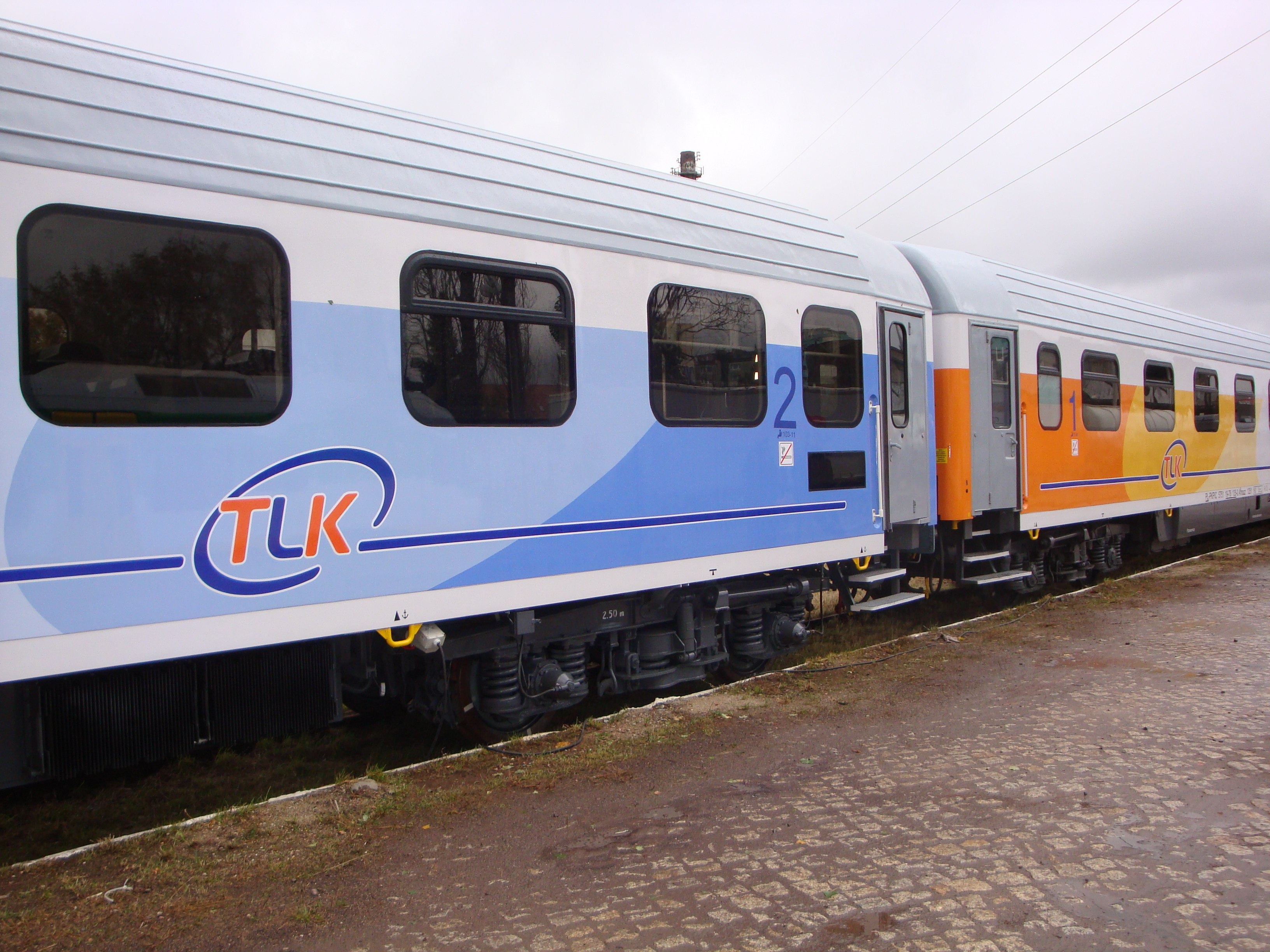
Wagony pociągu TLK (2009)
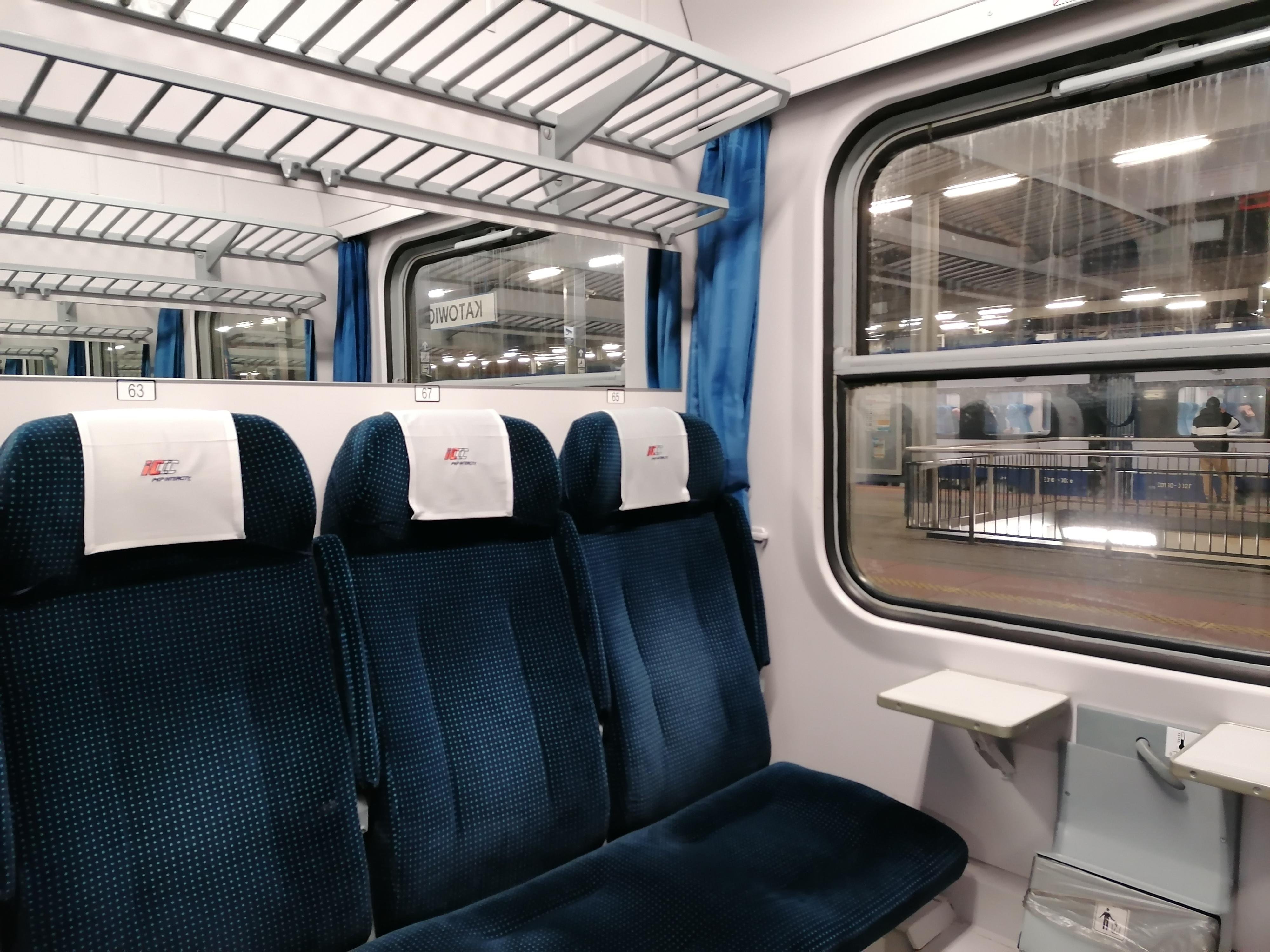
Wnętrze przedziału w wagonie drugiej klasy w pociągu TLK

## Historia
Historia marki TLK sięga 2004 roku, gdy Ministerstwo Infrastruktury przekazało spółce PKP Intercity spod skrzydeł innej spółki PKP Przewozy Regionalne kilka najbardziej prestiżowych pociągów pospiesznych (m.in. pociąg Gałczyński Szczecin - Warszawa czy Wybrzeże Warszawa - Gdynia). Początkowo te pociągi kursowały pod marką InterRegion (skrót iRn), jednak z czasem PKP Intercity postanowiło utworzyć całkiem nową markę – Tanie Linie Kolejowe. Zmiany wprowadzono z dniem 4 kwietnia 2005 roku, jednocześnie przekwalifikowując na tę kategorię także kilka wcześniejszych ekspresów (m.in. Barbakan Świnoujście/Szczecin–Kraków czy Wielkopolanin Poznań–Kraków) oraz wszystkie pociągi Nocny Express. W „TLK-ach” obowiązywały całkowita rezerwacja miejsc i zmniejszona liczba postojów w stosunku do konkurencyjnych pociągów pospiesznych, a w każdym składzie standardem był wagon barowy. Dodatkowo w pociągach nocnych kursowały wyłącznie sześciomiejscowe wagony 2 klasy oraz, oprócz wagonów sypialnych i kuszetek, tzw. Tanie Kuszetki (kuszetka bez pościeli, o zmniejszonej o ponad połowę cenie).
Kolejna większa reforma miała miejsce znów za sprawą Ministerstwa Infrastruktury, gdy od 1 grudnia 2008 pod szyld PKP Intercity trafiły wszystkie pociągi pospieszne. Przez rok w ofercie spółki równolegle występowały one wraz z TLK-ami, jednak już od listopada 2009 PKP Intercity zaczęła wdrażać program porządkowania oferty. Pozostawiono tylko kategorie TLK oraz EIC, całkowicie likwidując tym samym pociągi pospieszne oraz dotychczasowe ekspresy. W dotychczasowych TLK-ach zniesiono całkowitą rezerwację miejsc, a wprowadzono we wszystkich pociągach fakultatywną rezerwację tylko w wagonach 1 klasy. Dla pasażerów udostępniono nowe oferty cenowe i zlikwidowano część dotychczasowych. Działania te uznane zostały za ukrytą podwyżkę – pasażer za tę samą cenę otrzymywał mniej usług.
1 stycznia 2011 została zmieniona nazwa marki z dotychczasowych Tanich Linii Kolejowych na Twoje Linie Kolejowe. Z czasem zrezygnowano też z systemu rezerwacji fakultatywnej na rzecz obowiązkowej (także w klasie 2), stopniowo zwiększając liczbę pociągów nią objętych. Od 19 marca 2013 obowiązkowa rezerwacja miejsc obowiązuje we wszystkich wagonach pociągów TLK, a cena „miejscówki” jest wliczana w cenę biletu.
W 2019 roku pociąg TLK Ustronie był pociągiem pokonującym najdłuższą bezpośrednią trasę w Polsce: między Przemyślem a Kołobrzegiem, liczącą 1266 km.

## Zestawienie pociągów

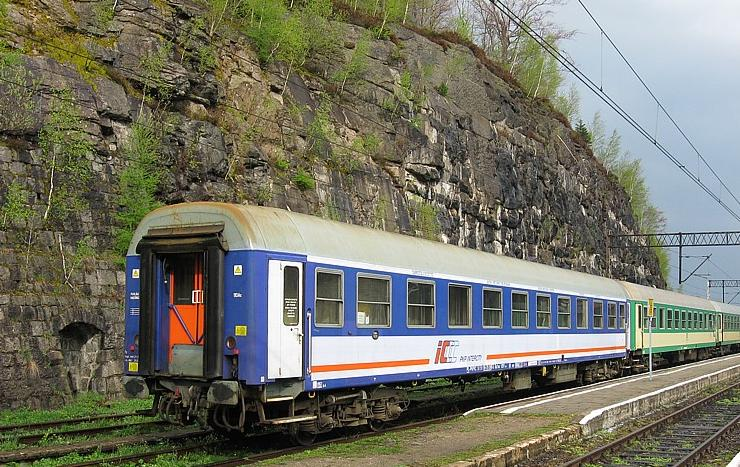
Wagon z miejscami do leżenia (kuszetka) w składzie pociągu TLK na stacji Szklarska Poręba Górna (2010)

Pociągi TLK są przeważnie zestawione z lokomotywy i składu wagonów z miejscami do siedzenia 1 i 2 klasy.
Po skierowaniu nowego taboru do obsługi pociągów IC w skład pociągów TLK w dużej mierze wchodzą wagony osobowe starszej generacji, czyli standardu UIC-Y). 
Większość nocnych pociągów TLK posiada w zestawieniu wagony z miejscami do leżenia (tzw. kuszetki) oraz wagony sypialne. Wraz z wejściem w życie rozkładu jazdy 2014/2015 do pociągów TLK nie są już włączane wagony barowe.
Sporadycznie w charakterze pociągów TLK jeżdżą spalinowe zespoły trakcyjne SN84.

## Honorowanie biletów
Od grudnia 2014 taryfa biletowa TLK została rozszerzona na drugą, nową markę pociągów klasy ekonomicznej: InterCity. Umożliwia to w większości przypadków naliczanie opłaty za przejazd na podstawie łącznej długości trasy pokonanej przez podróżnego pociągami obu marek (sumowanie przebytych kilometrów). Według  przewoźnika wyróżnikiem marki InterCity jest obsługa połączeń wyłącznie nowymi lub zmodernizowanymi wagonami.